# France Cars
France Cars è un'azienda francese di autonoleggio con sede a Lesquin, Alta Francia e parte del gruppo Avis Budget Group.
Opera principalmente in Francia, con 71 agenzie di noleggio veicoli presenti sul territorio nazionale.

## Storia
Fondata nel 1952 a Lilla da Raymond Jardin, l’azienda nacque come impresa familiare in un'autorimessa della città, dove Jardin mise a disposizione del pubblico il proprio furgone, dando così inizio all’attività di noleggio veicoli.
Nel corso degli anni l’azienda si espanse progressivamente, aprendo numerose agenzie in tutta la Francia; negli anni Ottanta France Cars contava circa 20 sedi, consolidando così la sua presenza sul territorio nazionale.
Nel 2010 France Cars acquisì Locauto, un operatore specializzato nel noleggio di veicoli utilitari e turistici, con l’obiettivo di unificare le insegne e rafforzare la propria posizione sul mercato.
Nel 2016 la società fu acquisita dal gruppo Avis Budget Group per circa 45 milioni di dollari. Al momento dell’acquisizione, l’azienda disponeva di circa 60 agenzie e di una flotta di circa 8.000 veicoli.